# Copa de la Reina de futbol de 2003
La Copa de la Reina de futbol de 2003 fou la vint-i-unena edició de la competició. Se celebrà des del maig fins al juny de 2023 i fou organitzada per la Reial Federació Espanyola de Futbol. Hi participaren onze equips i la competició es disputà en format d'eliminatòries a doble partit, amb primera ronda, quarts de final i semifinal. La final del torneig se celebrà el 29 de juny a l'Estadi de la Nova Creu Alta de Sabadell, com a part dels actes de celebració del centenari del Centre d'Esports Sabadell.
Es proclamà campió el CE Sabadell, que guanyà per 3 a 1 al CFF Estudiantes de Huelva i aconseguí el seu primer i únic títol en competicions estatals.

## Clubs participants
- Athletic Bilbao
- RCD Espanyol
- CFF Estudiantes
- CD Híspalis
- Llevant UE
- AD Peña Nuestra Señora de la Antigua
- Oviedo Moderno CF
- CFF Puebla
- CE Sabadell FC
- AD Torrejón CF
- CD Nuestra Señora de Belén

## Competició

### Primera ronda
| Equip 1                      | Global | Equip 2                    | Anada | Tornada |
| ---------------------------- | ------ | -------------------------- | ----- | ------- |
| Oviedo Moderno CF            |        | AD Torrejón CF             |       |         |
| Nuestra Señora de la Antigua |        | CD Hispalis                |       |         |
| RCD Espanyol                 |        | CD Nuestra Señora de Belén |       |         |

### Quadre de competició
|  | Quarts de final | Quarts de final | Quarts de final |                      |             | Semifinals | Semifinals | Semifinals |  |  | Final | Final | Final |
|  |                 |                 |                 |                      |             |            |            |            |  |  |       |       |       |
|  | 1 i 8 de juny   |                 |                 |                      |             |            |            |            |  |  |       |       |       |
|  |                 |                 |                 |                      |             |            |            |            |  |  |       |       |       |
|  | AD Torrejón CF  | 0               | 3               |                      |             |            |            |            |  |  |       |       |       |
|  | AD Torrejón CF  | 0               | 3               | 15 i 22 de juny      |             |            |            |            |  |  |       |       |       |
|  | Llevant UE      | 2               | 3               |                      |             |            |            |            |  |  |       |       |       |
|  | Llevant UE      | 2               | 3               | Llevant UE           | 2           | 0          |            |            |  |  |       |       |       |
|  | 1 i 8 de juny   |                 |                 | Llevant UE           | 2           | 0          |            |            |  |  |       |       |       |
|  |                 | CE Sabadell     | 2               | 3                    |             |            |            |            |  |  |       |       |       |
|  | CE Sabadell     | CE Sabadell     | 2               | 3                    | 8           | 3          |            |            |  |  |       |       |       |
|  | CE Sabadell     |                 |                 | 29 de juny 12:00 CET | 8           | 3          |            |            |  |  |       |       |       |
|  | CD Híspalis     | 0               | 1               |                      |             |            |            |            |  |  |       |       |       |
|  | CD Híspalis     | 0               | 1               | CE Sabadell          | CE Sabadell | 3          |            |            |  |  |       |       |       |
|  | 1 i 8 de juny   |                 |                 | CE Sabadell          | CE Sabadell | 3          |            |            |  |  |       |       |       |
|  |                 | CFF Estudiantes | CFF Estudiantes | 1                    |             |            |            |            |  |  |       |       |       |
|  | CFF Estudiantes | CFF Estudiantes | CFF Estudiantes | 1                    | 1           | 5          |            |            |  |  |       |       |       |
|  | CFF Estudiantes | 15 i 22 de juny |                 |                      | 1           | 5          |            |            |  |  |       |       |       |
|  | Athletic Bilbao | 0               | 5               |                      |             |            |            |            |  |  |       |       |       |
|  | Athletic Bilbao | 0               | 5               | CFF Estudiantes      | 0           | 3          |            |            |  |  |       |       |       |
|  | 1 i 8 de juny   |                 |                 | CFF Estudiantes      | 0           | 3          |            |            |  |  |       |       |       |
|  |                 | Irex Puebla     | 0               | 3                    |             |            |            |            |  |  |       |       |       |
|  | Irex Puebla     | Irex Puebla     | 0               | 3                    | 4           | 1          |            |            |  |  |       |       |       |
|  | Irex Puebla     |                 |                 |                      | 4           | 1          |            |            |  |  |       |       |       |
|  | RCD Espanyol    | 1               | 3               |                      |             |            |            |            |  |  |       |       |       |
|  | RCD Espanyol    | 1               | 3               |                      |             |            |            |            |  |  |       |       |       |

### Quarts de final
| Equip 1         | Global | Equip 2         | Anada | Tornada |
| --------------- | ------ | --------------- | ----- | ------- |
| AD Torrejón CF  | 3-5    | Llevant UE      | 0-2   | 3-3     |
| CE Sabadell     | 11-1   | CD Hispalis     | 8-0   | 3-1     |
| CFF Estudiantes | 6-5    | Athletic Bilbao | 1-0   | 5-5     |
| Irex Puebla     | 5-4    | RCD Espanyol    | 4-1   | 1-3     |

### Semifinals
Les semifinals es diputaren el 15 juny, anada, i el 22 de juny, tornada. A la primera semifinal, el CE Sabadell donà la sorpresa i eliminà al vigent campió de la competició, el Llevant UE, per 2 a 2 i 3 a 0, i es classificà per a disputar la seva segona final de copa. Per la seva banda, en el duel extremeny, el CFF Estudiantes guanyà la seva eliminatòria a l'Irex Puebla per 0 a 0 i 3 a 3, i es classificà per a la final pel valor doble dels gols en camp contrari.
| Equip 1         | Global | Equip 2     | Anada | Tornada |
| --------------- | ------ | ----------- | ----- | ------- |
| Llevant UE      | 0-5    | CE Sabadell | 2-2   | 0-3     |
| CFF Estudiantes | 3-3    | Irex Puebla | 0-0   | 3-3     |

## Final
El CE Sabadell i el CFF Estudiantes de Huelva disputaren la final de la Copa de la Reina 2003. Se celebrà el 29 de juny a l'Estadi de la Nova Creu Alta, com a part dels actes de celebració del centenari del Centre d'Esports Sabadell , i tingué una assistència de 1.000 espectadors. A la final, l'equip sabadellenc s'avançà a la primera part amb dos gols de la davantera madrilenya Laura del Río i un de María José Pérez. A la segona part, Chabe marcà l'únic gol de l'equip andalús.

El CE Sabadell aconseguí el seu primer i, fins avui dia, el seu únic títol oficial en competicions estatals.
| CE Sabadell FC               | 3–1     | CFF Estudiantes Huelva |
| ---------------------------- | ------- | ---------------------- |
| Del Rio 10', 45' · Pérez 18' | Notícia | Chabe 58'              |

| CE Sabadell FC | CFF Estudiantes |

| #          | Pos. | Nom              |     |           |
| ---------- | ---- | ---------------- | --- | --------- |
|            | POR  | Carme            |     |           |
|            | DEF  | Olga Rodríguez   | 68' |           |
|            | DEF  | Carmen Arizkuren |     |           |
|            |      | Noelia           |     | Amonestat |
|            | DEF  | Gemma Reñé       |     |           |
|            | DEF  | Saioa González   | 86' |           |
|            | MIG  | Paulina Ferré    |     |           |
|            | MIG  | Noemí Rubio      |     |           |
|            | MIG  | Carolina Miranda |     |           |
|            | DAV  | Laura del Río    | 90' |           |
|            | DAV  | María José Pérez | 90' |           |
| Canvis     |      |                  |     |           |
|            | DEF  | Esther Casals    | 68' |           |
|            |      | Mireia           | 86' |           |
|            |      | Montse           | 90' |           |
|            |      | Sara             | 90' |           |
| Entrenador |      |                  |     |           |
|            |      |                  |     |           |

| Campió de la Copa de la Reina 2003 |
| ---------------------------------- |
| CE Sabadell FC Primer títol        |

| #          | Pos. | Nom                 |     |           |
| ---------- | ---- | ------------------- | --- | --------- |
|            | POR  | Aida Sánchez        |     |           |
|            | DEF  | Amparo Gutiérrez    | 3'  |           |
|            | DEF  | Ana Benítez         |     |           |
|            | DEF  | Verónica Ávila      |     |           |
|            | DEF  | Chabe               |     |           |
|            | DEF  | Rosa Chacón         |     |           |
|            | MIG  | María Jesús Pacheco | 80' |           |
|            | MIG  | Keka Vega           |     |           |
|            | DAV  | Sonia Bermúdez      |     |           |
|            | DAV  | María Ruiz Román    | 90' |           |
|            | DAV  | Laura Salguero      | 80' |           |
| Canvis     |      |                     |     |           |
|            | MIG  | Diana García        | 3'  | Amonestat |
|            | DEF  | Sandra García       | 80' |           |
|            | MIG  | Mónica Osuna        | 80' |           |
|            |      | Sara                | 90' |           |
| Entrenador |      |                     |     |           |
|            |      |                     |     |           |